# أندريه مالرو
أندريه مالرو (بالفرنسية: André Malraux) (3 نوفمبر 1901م باريس - 23 نوفمبر 1976 كريتاي) هو فيلسوف وروائي ومفكر وناقد أدبي وناشط سياسى فرنسي.
تؤرخ حياته بمعنى من المعاني لكل أحداث القرن العشرين. هو صاحب رؤية موسوعية حيث يمتلك معارف دقيقة في الآثار وتاريخ الفنون والأنثروبوجيا. عُيِّن وزيرًا للثقافة الفرنسية. تجنح أعماله إلى السيريالية والسخرية والغرائبية، منها: «أقمار على الورق» و«الأمل» و«قيود يجب أن تتكسر» و«اللاواقعية» و«عابر سبيل» و«الإنسان المزعزع والأدب» و«لا مذكرات».
نشأ عصامياً ومغامراً فغادر إلى الهند الصينية حيث شارك في تأسيس صحيفة ذات توجهات مضادة للاستعمار الفرنسي ثم قبض عليه بعد ذلك بقليل حيث وجهت له تهمة تهريب الآثار الخميرية وسجن في سنتي 1923م و 1924م.
عاد بعد ذلك إلى فرنسا وألف أولى رواياته «الطريق الملكي» والتي نشرت سنة 1930م. لكن شهرته الحقيقية بدأت في 1933م حين نشر رواية «الشرط الإنساني» المتأثرة بالثقافة الصينية وفاز عنها بجائزة غونكور.

## النشأة
ولد مالرو في باريس عام 1901، وهو ابن فرناند جورجس مالرو (1875-1930) وبيرث فيليسي لامي (1877-1932). انفصل والداه في عام 1905 وتطلقا في نهاية المطاف. هناك أقوال تدعي انتحار جد مالرو من جهة الأب عام 1909.
تربى مالرو على يد والدته، خالته ماري لامي وجدته من جهة الأم، أدريان لامي (لقبها قبل الزواج: روماغنا)، التي كان لديها محل بقالة في بلدة بوندي الصغيرة. انتحر والده، سمسار الأوراق المالية، في عام 1930 بعد الانهيار الدولي لسوق الأوراق المالية وبداية الكساد الكبير. منذ طفولته، لاحظ المرافقون عصبية أندريه والتشنجات اللاإرادية الصوتية والحركية. يشير كاتب السيرة الحديث أوليفييه تود، الذي نشر كتابًا عن مالرو في عام 2005، إلى أنه مصاب بمتلازمة توريت، على الرغم من عدم التأكيد على ذلك. في كلتا الحالتين، لم ير معظم النقاد هذا كعامل مهم في حياة مالرو أو الأعمال الأدبية.
ترك مالرو الشاب التعليم الرسمي مبكرًا، لكنه تتبع فضوله من خلال بائعي الكتب والمتاحف في باريس، واستكشف مكتباته الغنية أيضًا.

## الحياة المهنية

### السنوات المبكرة
ظهرت أول أعمال مالرو المنشورة، وهو مقال بعنوان «أصول الشعر التكعيبي»، في مجلة الحدث في عام 1920. وأتبع ذلك في عام 1921 ثلاث حكايات شبه سريالية، إحداهن «أقمار ورقية»، رسمها فرناند ليجيه. تردد مالرو أيضًا على الوسط الفني والأدبي الباريسي في تلك الفترة، حيث قابل شخصيات مثل: ديمتريوس غالانيس وماكس جاكوب وفرنسوا مورياك وجاي دي بورتاليز وأندريه سلمون وجان كوكتو ورايموند راديجيه وفلورنت فيلس وباسكال بيا ومارسيل أرلند وإدموند جالو وبيير ماك أورلان. في عام 1922، تزوج مالرو من كلارا غولدشميت. انفصل مالرو وزوجته الأولى في عام 1938 لكن لم يتطلقا حتى عام 1947. تزوجت ابنته من هذا الزواج، فلورنسا (مواليد عام 1933) من المخرج السينمائي آلان ريزنيه. في سن العشرين، قرأ مالرو أعمال الفيلسوف الألماني فريدريك نيتشه الذي سيظل له تأثير كبير عليه لبقية حياته. أُعجب مالرو بشكل خاص بنظرية نيتشه عن عالم في حالة من الاضطراب المستمر وبيانه «أن الفرد نفسه لا يزال أحدث مخلوق» وهو المسؤول تمامًا عن جميع أفعاله. الأهم من ذلك كله، اعتنق مالرو نظرية نيتشه عن الإنسان الأعلى (بالألمانية: Übermensch)، وهو الرجل البطولي والممجد الذي سيخلق أعمالًا فنية رائعة والتي ستسمح له بالانتصار على أي شيء.

### الوفاة
تُوفي مالرو في كريتاي، بالقرب من باريس، في 23 نوفمبر عام 1976 بسبب انسداد وعاء دموي في الرئة. كان يدخن بشراهة وأُصيب بالسرطان. دُفن في مقبرة فيريير لو بواسون (إيسون). تقديرًا لمساهماته في الثقافة الفرنسية، نُقل رماده إلى البانثيون في باريس خلال عام 1996، في الذكرى العشرين لوفاته.

### الإرث والأوسمة
- جائزة غونكور، عام 1933.
- وسام ميدالية المقاومة.
- وسام صليب الحرب.
- وسام الخدمة المتميزة (المملكة المتحدة).
- درجة فخرية من جامعة ساو باولو، عام 1959.[12]
- جائزة جواهر لال نهرو للتفاهم الدولي، عام 1974 (الهند).

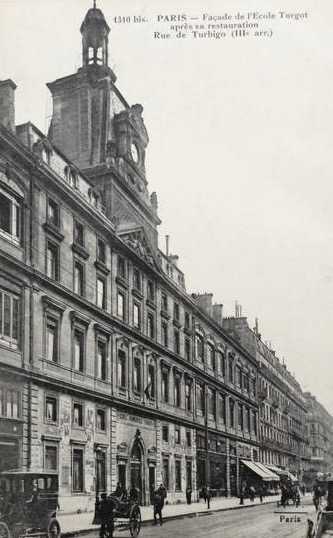
École de la rue de Turbigo après 1904, fréquentée par André Malraux à partir de 1915.

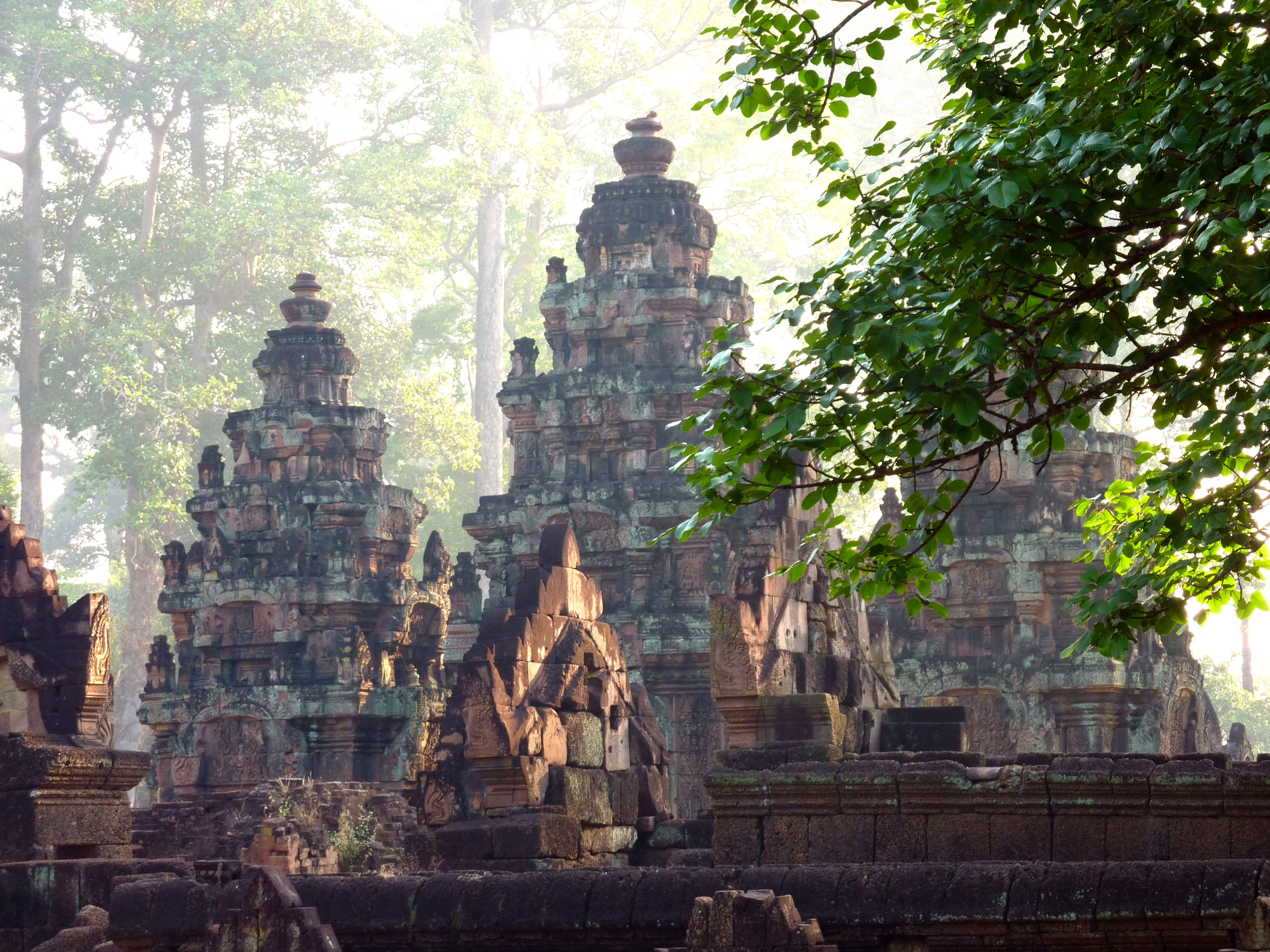
Temple de Banteay Srei, Cambodge.

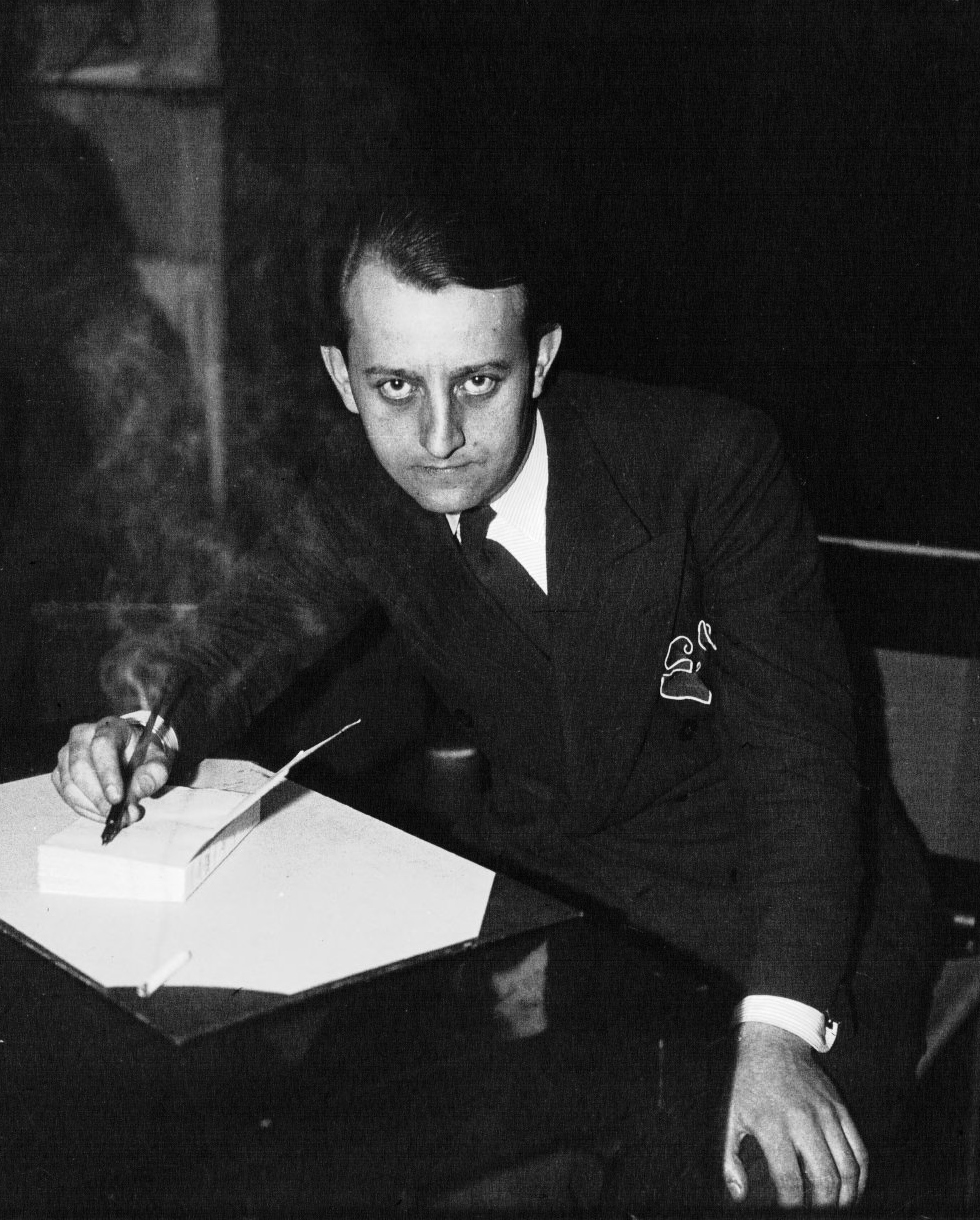
André Malraux, au moment du prix Goncourt en 1933.

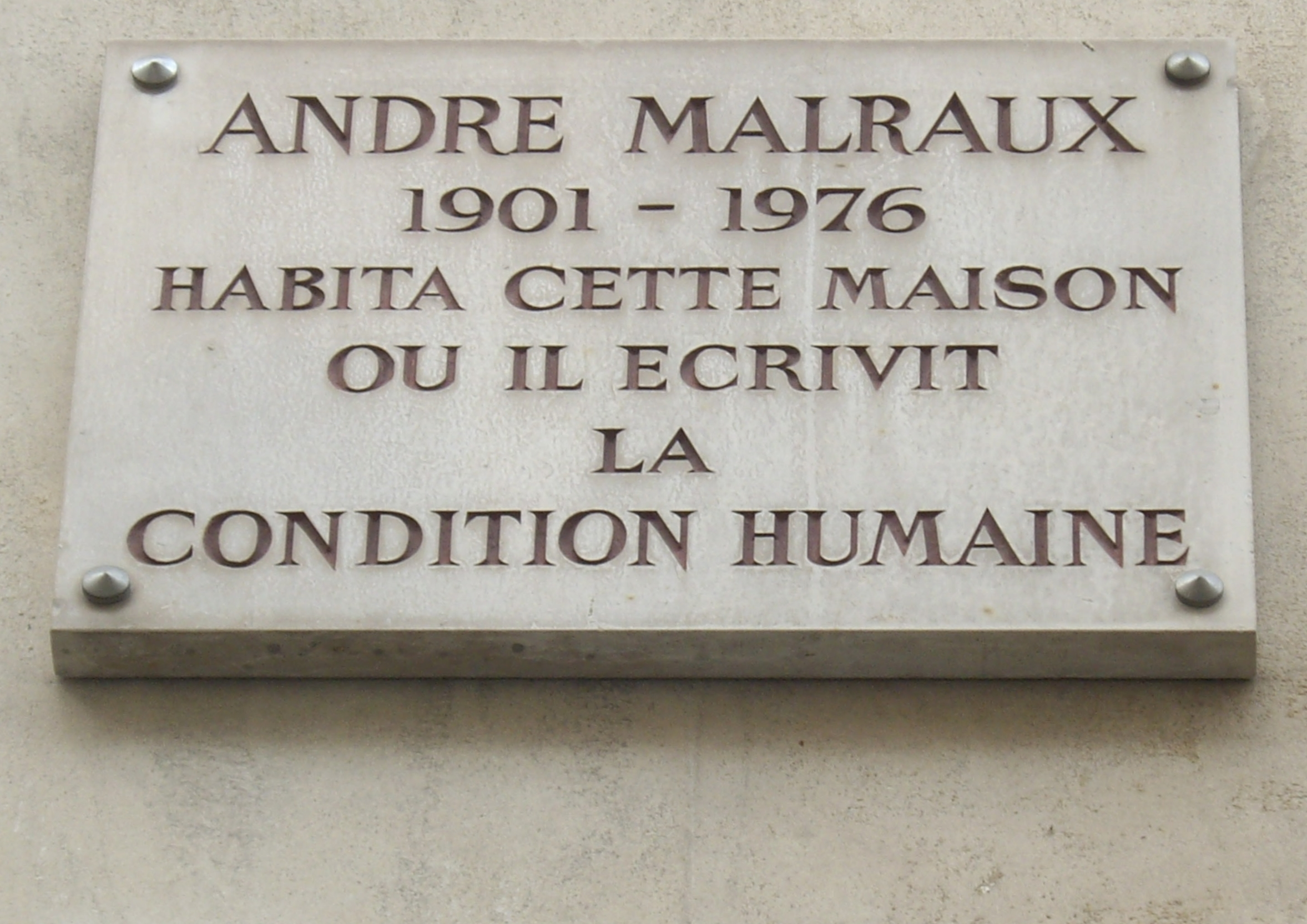
Plaque au rue du Bac.

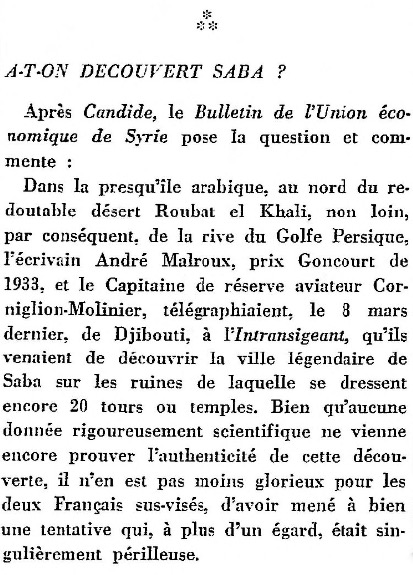
L'Africain, hebdomadaire illustré,.

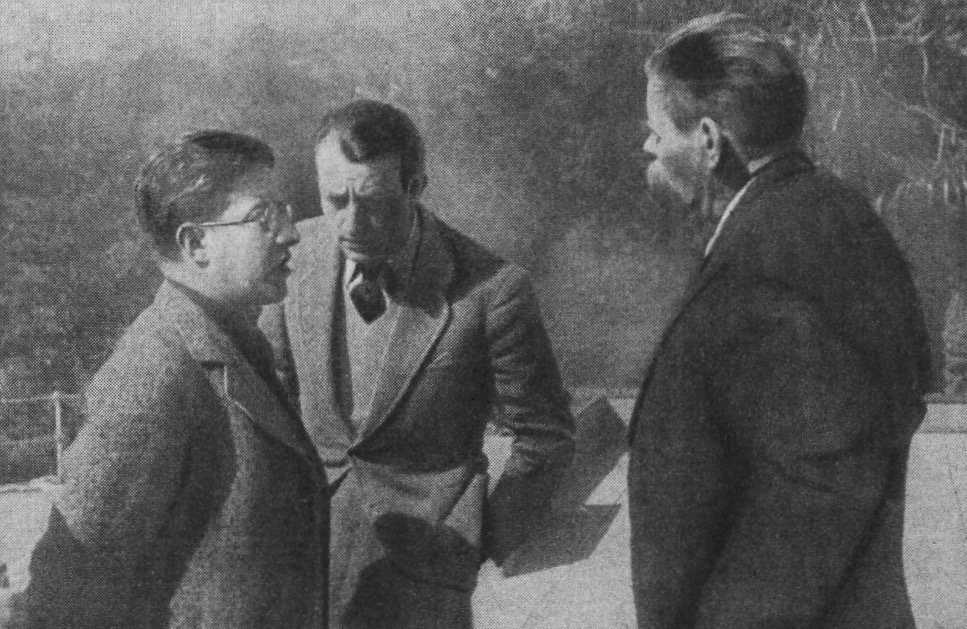
مالرو مع مكسيم غوركي في الاتحاد السوفييتي في عام 1934 Marianne, 15 avril 1936.

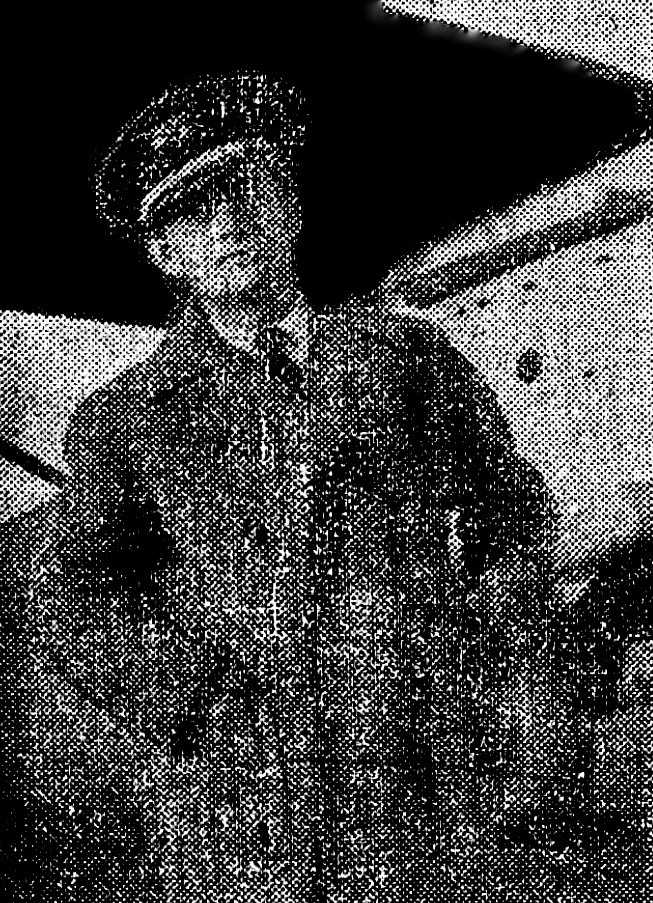
« Malraux parlera de l'Espagne », L'Humanité, février 1937.

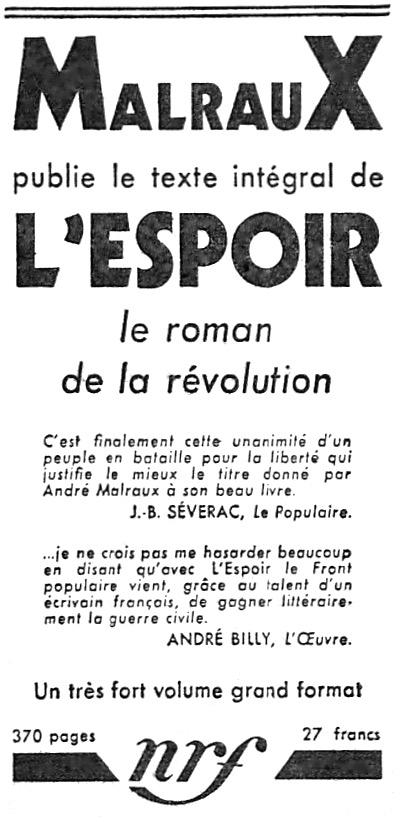
Malraux, L'Espoir, dans Le Populaire, 30 janvier 1938.

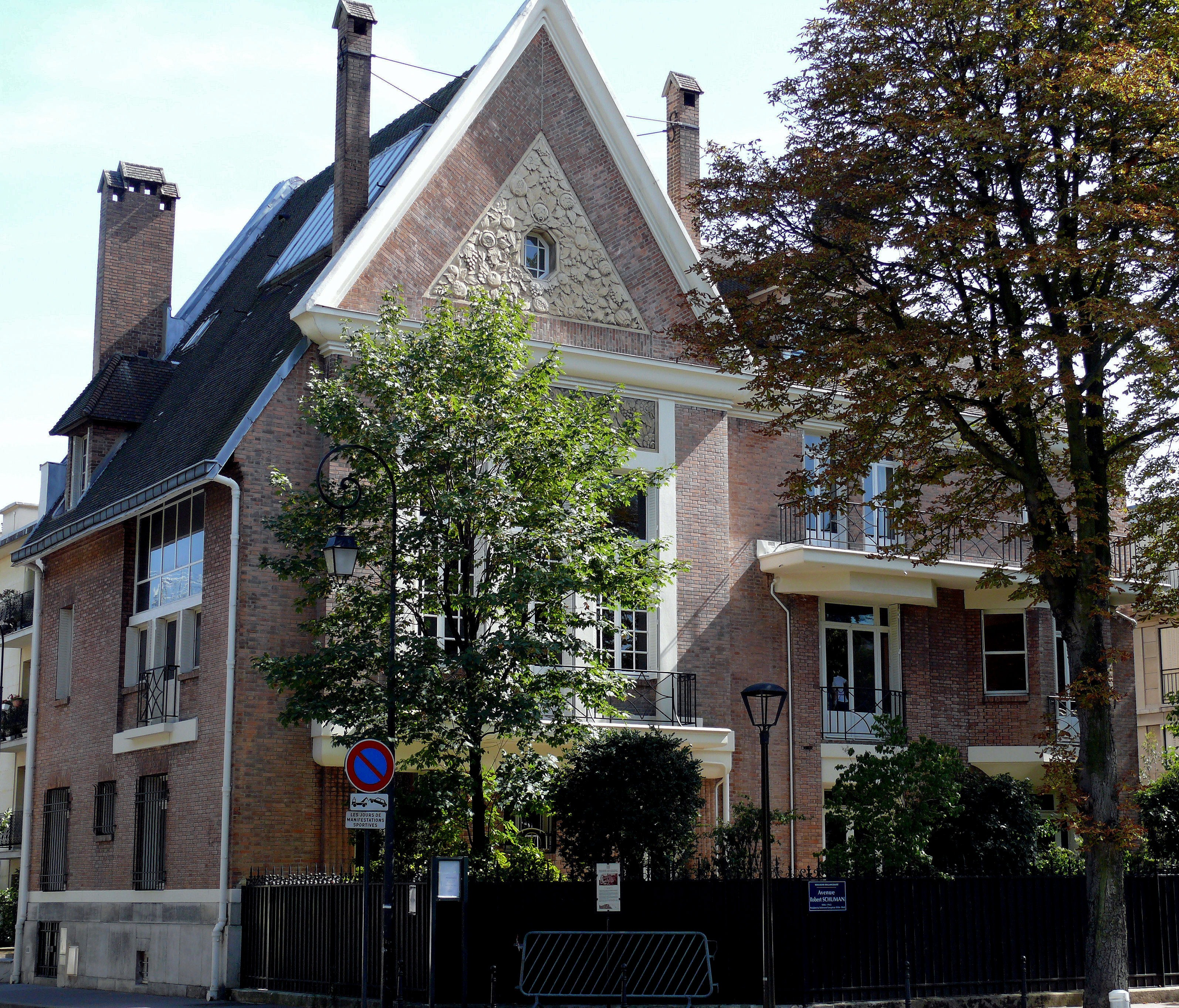
Boulogne-Billancourt, villa Courrèges, 19 bis, avenue Robert-Schuman.

تصغير|Le « colonel Berger » sur le front d'Alsace, fin 1944.
[[ملف:JFK, Marie-Madeleine Lioux, André Malraux, Jackie, L.B. Johnson, unveiling Mona Lisa at National Gallery of Art.png|تصغير|André Malraux accepte pour son amie Jacqueline Kennedy de convoyer موناليزا à la المعرض الوطني للفنون (واشنطن) à Washington.

## روابط خارجية
- أندريه مالرو على موقع IMDb (الإنجليزية)
- أندريه مالرو على موقع الموسوعة البريطانية (الإنجليزية)
- أندريه مالرو على موقع مونزينجر (الألمانية)
- أندريه مالرو على موقع قاعدة بيانات الأفلام العربية
- أندريه مالرو على موقع ألو سيني (الفرنسية)
- أندريه مالرو على موقع ميوزك برينز (الإنجليزية)
- أندريه مالرو على موقع أول موفي (الإنجليزية)
- أندريه مالرو على موقع قاعدة بيانات الأفلام السويدية (السويدية)
- أندريه مالرو على موقع إن إن دي بي (الإنجليزية)
- أندريه مالرو على موقع قاعدة بيانات الفيلم (الإنجليزية)